# لیزا جوینر
لیزا جوینر (به انگلیسی: Lisa Joyner) (زاده ۳۱ دسامبر ۱۹۶۶) مجری تلویزیونی،گزارشگر تفریحی،بازیگر امریکایی بود. از فیلم‌های معروف او می‌توان به بازی در فیلم گزاف گویی، دلبر آمریکایی اشاره کرد.